# Episodi de Le nuove avventure di Scooby-Doo (terza stagione)
La terza stagione de Le nuove avventure di Scooby-Doo è stata trasmessa negli Stati Uniti sul canale Cartoon Network dal 8 settembre 2006 al 9 marzo 2007.
| Episodi | Titolo originale                                  | Titolo italiano           | Trasmissione originale | Trasmissione italiana |
| ------- | ------------------------------------------------- | ------------------------- | ---------------------- | --------------------- |
| 1       | Fright House of a Lighthouse                      | Il fantasma del faro      | 8 settembre 2006       | 3 gennaio 2007        |
| 2       | Go West, Young Scoob                              | Da che parte per il west? | 15 settembre 2006      | 10 gennaio 2007       |
| 3       | A Scooby-Doo Valentine                            | Ammiratori segreti        | 22 settembre 2006      | 17 gennaio 2007       |
| 4       | Wrestle Maniacs                                   | I maniaci del wrestling   | 29 settembre 2006      | 24 gennaio 2007       |
| 5       | Ready to Scare                                    | Un gargoyle a Parigi      | 6 ottobre 2006         | 31 gennaio 2007       |
| 6       | Farmed and Dangerous                              | Il falciatore folle       | 13 ottobre 2006        | 7 febbraio 2007       |
| 7       | Diamonds Are a Ghouls Best Friend                 | Hockey su diamanti        | 20 ottobre 2006        | 14 febbraio 2007      |
| 8       | A Terrifying Round with a Menacing Metallic Clown | Il clown del terrore      | 27 ottobre 2006        | 21 febbraio 2007      |
| 9       | Camp Comeoniwannascareya                          | Il mostro del campeggio   | 3 novembre 2006        | 28 febbraio 2007      |
| 10      | Block-Long Hong Kong Horror                       | Il caranello              | 10 novembre 2006       | 7 marzo 2007          |
| 11      | Gentlemen, Start Your Monsters!                   | Signori, via con i mostri | 17 novembre 2006       | 14 marzo 2007         |
| 12      | Gold Paw                                          | Il mostro dorato          | 24 novembre 2006       | 21 marzo 2007         |
| 13      | Reef Grief!                                       | Gli scultori della sabbia | 1 dicembre 2006        | 28 marzo 2007         |
| 14      | E-Scream                                          | L'attacco degli Osomon    | 9 marzo 2007           | 15 luglio 2008        |

## Il fantasma del faro
La Mystery Incorporated è in vacanza dallo zio di Fred, pare però che da quelle parti ci sia un faro ormai decadente in cui vive un fantasma che di certo non aiuta le navi ad arrivare al porto; la gang inizia le indagini.
Ma questa volta hanno concorrenza con una detective che è già sul caso.

## Da che parte per il west?
La gang va in un posto attrezzato con robot e costruzioni per sembrare il Far West. Ma dei robot ribelli, i desperados, li attaccano.

## Il falciatore folle
Uno spettro con tanto di falce terrorizza un fattore che possiede 7 cuccioli rari.

## Hockey su diamanti
Uno spettro di ghiaccio ruba la coppa di diamanti di un torneo di hockey. La gang, venuta lì perché Velma adora l'hockey, lo fermerà.

## Il clown del terrore
Un clown metallico attacca Shaggy e altri golfisti. Mentre Shaggy è impegnato a cercare di risolvere il mistero, Velma va con Scooby a mangiare e giocare, avendo paura dei clown.

## Il caranello
La gang va ad Hong Kong per una festa ma se la vedranno con un drago che ruba un prezioso anello.

## Il mostro dorato
Un mostro d'oro senza volto attacca chiunque si avvicini ad un enorme deposito d'oro trasformandolo in statua. La gang risolverà anche questo mistero.

## Gli scultori della sabbia
Molti scultori della sabbia, tra cui Shaggy e Scooby, vengono rapiti da sotto la sabbia durante l'attacco di una creatura di corallo. Si scoprirà che gli scultori vengono ipnotizzati, ma Shaggy e Scooby si salvano grazie agli Scooby snax.